# Pointe foliacée
Une pointe foliacée est un outil de pierre taillée faisant partie des outils de la Préhistoire associé à de nombreuses industries lithiques du Paléolithique moyen jusqu'à l'Âge du bronze.
La pointe foliacée se décrit comme une pièce allongée, d'épaisseur fine, de forme ovoïde mais pointue aux deux extrémités, et dont les deux bords sont retouchés pour leur donner un côté lisse, très fin et tranchant. L'objet est obtenu par façonnage d'un gros éclat ou d'un bloc de roche directement. De nombreuses retouches bifaciales et fines sont nécessaires pour obtenir l'objet final, ce qui demande beaucoup de temps, de la concentration, et un savoir savoir-faire technique conséquent, pour la fabrication d'un seul objet.
Comme certains objets de la Préhistoire (grattoir, racloir, denticulé), la pointe foliacée transcende le nombreuses cultures archéologiques. Les première pointes foliacées apparaissent au Paléolithique moyen, vers la fin de l'Acheuléen, probablement par évolution de la taille des bifaces. Toujours au paléolithique moyen, on la retrouve dans certaines cultures archéologiques du Moustérien, en Europe et en Asie, puis dans les cultures de transition du Paléolithique supérieur initial telles que le Bohunicien, le Szélétien, le Jerzmanowicien, etc. C'est au Solutréen que l'on retrouve les plus grandes et les plus belles pièces avec les feuilles de laurier. On retrouve des pointes foliacées jusque dans les cultures protohistoriques et de l'âge du bronze en Europe et en Asie. En Amérique du nord, les pointes foliacées sont représentées dans la culture Clovis entre autres.

## Utilisation
L'utilisation des pointes foliacées est encore incertaine, et il possible qu'il y ai eu plusieurs fonctions différentes. Pour la période du Paléolithique supérieur, certains archéologues pensent que ces outils servaient de couteaux pour découper la viande et dépecer les animaux. Elles ont pu aussi être emmanchées sur des sagaies pour la chasse, certaines pointes présentant des encoches à une extrémité. Toutefois certaines sont tellement fines (comme les feuilles de laurier solutréenne) qu’elles cassent facilement. De ce fait, d'autres archéologues supposent que les plus belles et les plus travaillées avaient rôle symbolique, peut-être de prestige.
Au néolithique, les pointes ou lames cananéennes (voir en:Canaanean blade) étaient emmanchées sur des javelots. La même technologie a été utilisée au cours des périodes du Chalcolithique et Âge du Bronze dans la production de larges éléments de lame de faucille pour la récolte des cultures. Les lames cananéennes étaient également utilisées pour le battage des céréales.

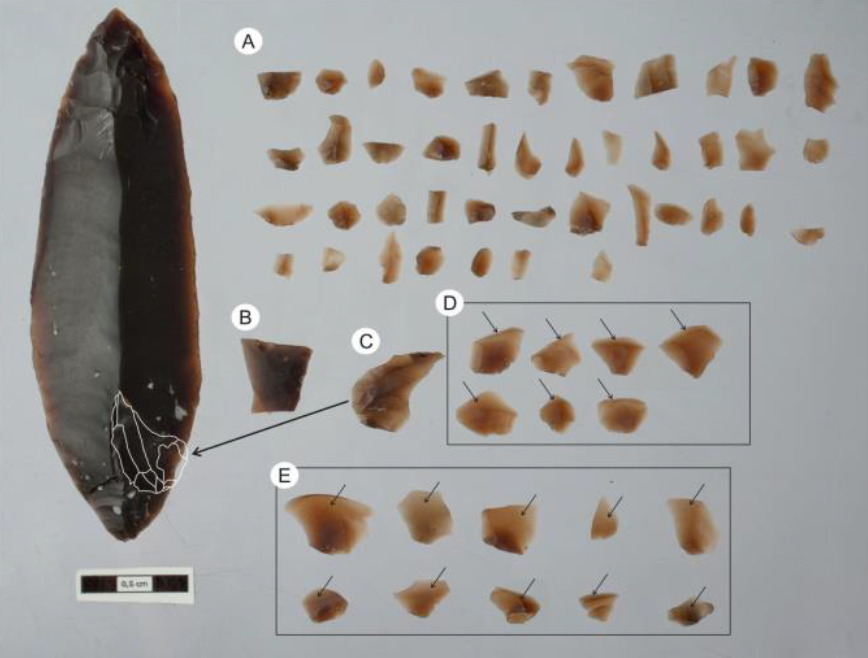
Pointe foliacée du Jerzmanowicien, Pologne.
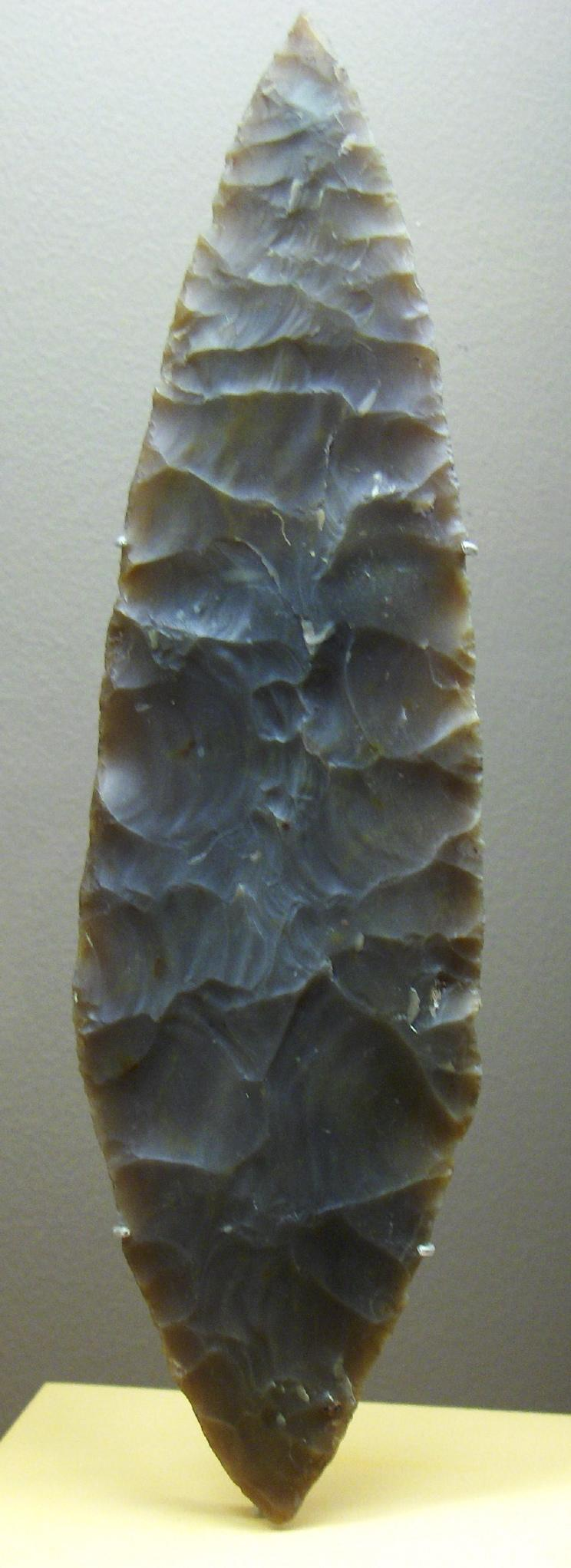
Feuille de laurier du Solutréen, France.
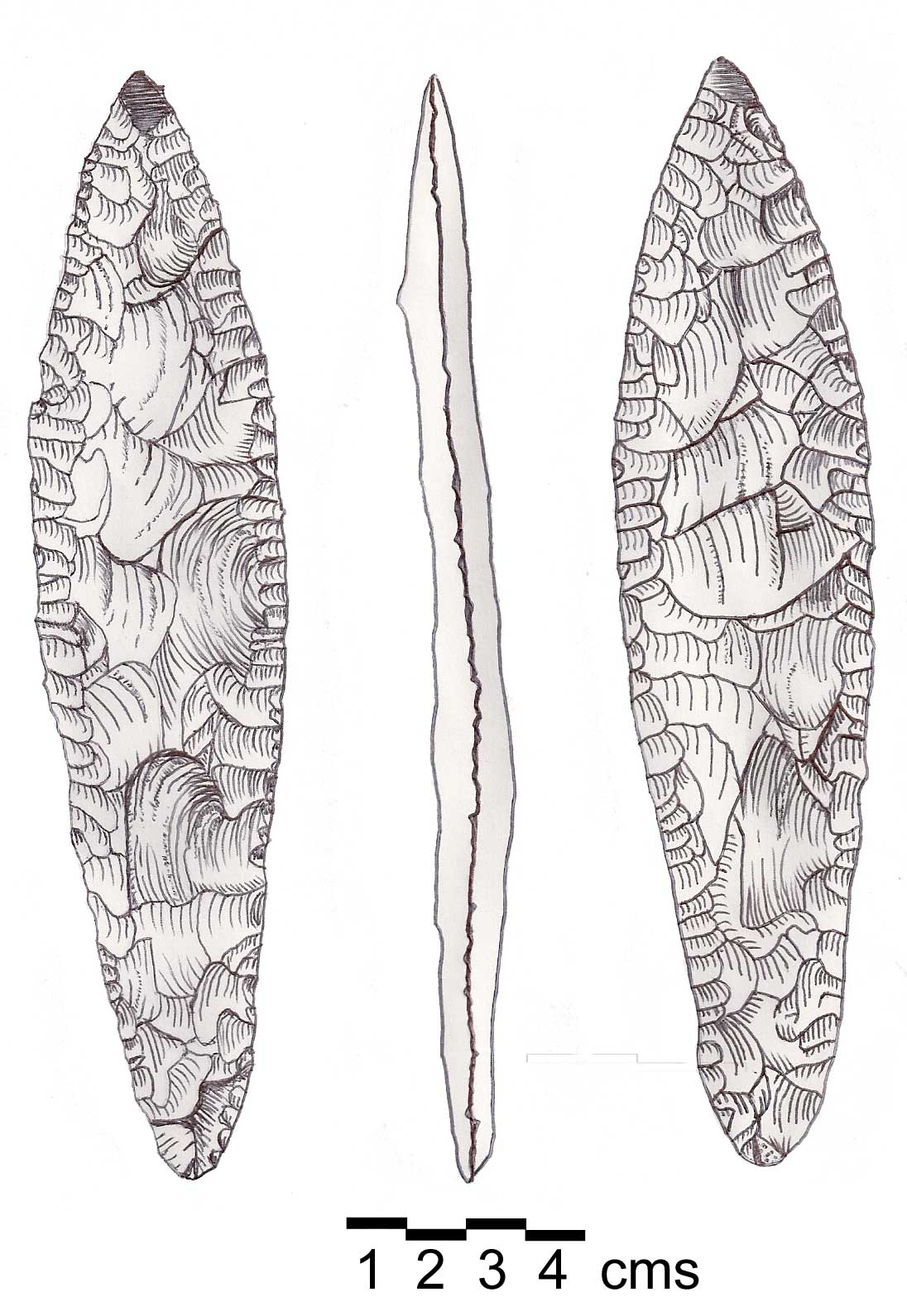
Lame cananéenne du Néolithique, Liban.
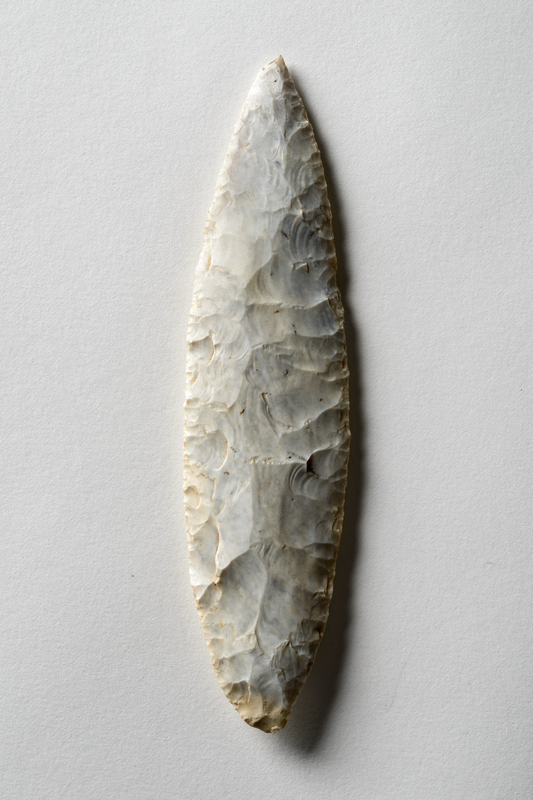
Pointe foliacée de la culture campaniforme, Italie.